# Fundulus kansae
Fundulus kansae är en fiskart som beskrevs av Garman, 1895. Fundulus kansae ingår i släktet Fundulus och familjen Fundulidae. Inga underarter finns listade i Catalogue of Life.